# CLEC9A
CLEC9A‏ (C-type lectin domain containing 9A) هوَ بروتين يُشَفر بواسطة جين CLEC9A في الإنسان.